# Gendy
En France, Gendy est un personnage fictif créé par Christophe Bonin à destination des enfants de 8 à 10 ans, utilisé par la Gendarmerie nationale. Il est apparu en 1996.
Il dispense une information de prévention sur les violences scolaires, racket, maltraitance, sécurité routière et plus généralement tout autres dangers et risques concernant particulièrement les jeunes enfants. Présent sous la forme de bande dessinée ou de personnage "réel", il vient à la rencontre des enfants à l'occasion de diverses manifestations (caravane du Tour de France cycliste, salons, ...).
Les enfants ont la possibilité de lui écrire en adressant leurs lettres à la brigade de gendarmerie ou directement à la Direction Générale de la Gendarmerie Nationale.
Cette initiative a été reprise dans plusieurs autres pays : Canada, Allemagne...